# Швецов Віктор Борисович
Швецов Віктор Борисович (нар. 22 червня 1969 року, Одеса) — український футбольний арбітр категорії ФІФА.

## Кар'єра
Суддівську кар'єру Віктор Швецов розпочав у 1991 році. Тоді він почав обслуговувати регіональні футбольні змагання. Через рік, у 1992 році, став обслуговувати Любительський чемпіонат України з футболу, а з 1994 року почав судити матчі другої ліги.
Через 8 років Швецов став обслуговувати матчі першої ліги, а вже з 2004 року підвищився до рівня Прем'єр-ліги. У 2008 році отримав категорію арбітра ФІФА. У тому ж році обслуговував фінал кубка України 2008. 25 травня 2011 року обслуговував фінал Кубка України 2011 між київським «Динамо» та донецьким «Шахтарем» . Матч завершився з рахунком 2:0 на користь донеччан .
Увійшов до списку арбітрів чемпіонату Європи 2012 року як четвертий суддя .

## Скандал з суддівством Швецова
На 74 хвилині матчу за рахунку 1:1 зарахував явний гол рукою футболіста ПФК «Севастополь» Кузнєцова 24 травня 2012 року в матчі 33 туру чемпіонату України з футболу серед команд першої ліги ПФК «Севастополь»-«Металург» (Запоріжжя) у м. Севастополі, в якому вирішувалась доля другої путівки до прем'єр-ліги України і гостей влаштовувала нічия. Після цієї перемоги ПФК «Севастополь» перед останнім туром чемпіонату вийшов на друге місце в турнірній таблиці, що давало право участі в прем'єр-лізі України в сезоні 2012–2013 р.р. Цей скандал не мав продовження через те, що за результатами останнього туру чемпіонату «Металург» (Запоріжжя) випередив ПФК «Севастополь» в турнірній таблиці і завоював право участі в прем'єр-лізі України в сезоні 2012–2013 р.р. Арбітр Швецов до відповідальності не притягувався.